# Championnat de Suisse de football 1998-1999
 (décembre 2023).
Si vous disposez d'ouvrages ou d'articles de référence ou si vous connaissez des sites web de qualité traitant du thème abordé ici, merci de compléter l'article en donnant les références utiles à sa vérifiabilité et en les liant à la section « Notes et références ».
Le championnat de Suisse de football de Ligue nationale A 1998-1999 a vu la consécration du Servette FC. L'avant-dernière journée du championnat est marquée par une grande première sur le plan européen : la Jurassienne Nicole Petignat dirige la rencontre entre Neuchâtel Xamax et Bâle.

## Format
Le championnat se compose de deux tours. Le tour préliminaire se déroule en automne avec 12 équipes. Le tour final a lieu au printemps avec les 8 meilleures équipes du tour préliminaire. Celles-ci conservent la moitié de leurs points acquis au tour préliminaire. Les quatre derniers du tour préliminaire jouent un tour de promotion/relégation avec les quatre premiers de Ligue nationale B à l'issue duquel quatre équipes sont promues en Ligue nationale A, les autres restant en Ligue nationale B.

## Classements

### Tour préliminaire
| Place | Club               | Pts | J  | V  | N  | D  | Buts + | Buts - | Diff. |
| 1er   | Servette FC        | 44  | 22 | 12 | 8  | 2  | 38     | 24     | +14   |
| 2e    | Grasshopper Zürich | 38  | 22 | 11 | 5  | 6  | 37     | 25     | +12   |
| 3e    | FC Zurich          | 38  | 22 | 10 | 8  | 4  | 33     | 21     | +12   |
| 4e    | Lausanne-Sports    | 38  | 22 | 10 | 8  | 4  | 36     | 33     | 3     |
| 5e    | Neuchâtel Xamax    | 32  | 22 | 7  | 11 | 4  | 30     | 23     | 7     |
| 6e    | FC Bâle            | 28  | 22 | 8  | 4  | 10 | 21     | 34     | -13   |
| 7e    | FC Lucerne         | 27  | 22 | 6  | 9  | 7  | 26     | 25     | 1     |
| 8e    | FC Saint-Gall      | 27  | 22 | 7  | 6  | 9  | 31     | 31     | 0     |
| 9e    | FC Sion            | 23  | 22 | 5  | 8  | 9  | 22     | 36     | -14   |
| 10e   | FC Lugano          | 22  | 22 | 5  | 7  | 10 | 35     | 43     | -8    |
| 11e   | BSC Young Boys     | 19  | 22 | 4  | 7  | 11 | 33     | 34     | -1    |
| 12e   | FC Aarau           | 16  | 22 | 3  | 7  | 12 | 28     | 41     | -13   |

### Tour final
| Place | Club               | Pts | J  | V | N | D | Buts + | Buts - | Diff. | Bonus 1 |
| 1er   | Servette FC        | 46  | 14 | 7 | 3 | 4 | 19     | 14     | +5    | 22      |
| 2e    | Grasshopper Zürich | 46  | 14 | 8 | 3 | 3 | 31     | 11     | +20   | 19      |
| 3e    | Lausanne-Sports    | 45  | 14 | 8 | 2 | 4 | 28     | 20     | +8    | 19      |
| 4e    | FC Zurich          | 42  | 14 | 7 | 2 | 5 | 24     | 15     | +9    | 19      |
| 5e    | FC Bâle            | 33  | 14 | 5 | 4 | 5 | 18     | 19     | -1    | 14      |
| 6e    | Neuchâtel Xamax    | 28  | 14 | 2 | 6 | 6 | 12     | 27     | -15   | 16      |
| 7e    | FC Lucerne         | 28  | 14 | 4 | 2 | 8 | 13     | 27     | -14   | 14      |
| 8e    | FC Saint-Gall      | 24  | 14 | 2 | 4 | 8 | 13     | 25     | -12   | 14      |

1 moitié des points du tour préliminaire.

### Qualifications européennes
- Servette FC : troisième tour de qualification de la Ligue des champions
- Grasshopper Zürich : tour de qualification de la Coupe UEFA
- FC Zurich : tour de qualification de la Coupe UEFA
- FC Bâle : deuxième tour de la Coupe Intertoto
- Neuchâtel Xamax : premier tour de la Coupe Intertoto

- Lausanne-Sports : premier tour de la Coupe UEFA, en tant que vainqueur de la Coupe de Suisse

### Tour de promotion/relégation
- Voir championnat de Suisse D2 1998-1999

### Relégations et Promotions
- Le FC Aarau et le FC Lugano se maintiennent en Ligue nationale A.
- Le FC Sion et le BSC Young Boys sont relégués en Ligue nationale B.
- Le SR Delémont et l'Yverdon-Sport FC sont promus en Ligue nationale A.

## Résultats complets
- Résultats sur RSSSF